# Pierre Delaunay
Pierre Delaunay (ur. 9 października 1919 w Paryżu, zm. 24 stycznia 2019 w Le Chesnay) – francuski działacz piłkarski. Syn Henriego Delaunaya.

## Biografia
Pierre Delaunay urodził się w 14. dzielnicy Paryża. Po śmierci swojego ojca 9 listopada 1955 roku, przejął jego obowiązki jako sekretarza generalnego UEFA, jednak oficjalnie został mianowany na to stanowisko w 1956 roku, na którym pozostał do 1959 roku. Po przeniesieniu siedziby organizacji z Paryża do Berna zastąpił go Hans Bangerter. Następnie w latach 1959–1961 zasiadał w Komitecie Wykonawczym UEFA, a następnie w Komitecie ds. mistrzostw Europy oraz innych zawodów organizowanych przez UEFA.
W latach 1956–1968 był również sekretarzem generalnym w FFF (Francuskiej Federacji Piłkarskiej). Po okupacji pomieszczeń związku w maju 1968 roku odszedł ze stanowiska. Następnie otworzył sklep z antykami w Wersalu, gdzie mieszkał. Przyjął ofertę od nowego prezesa FFF – Fernando Sastre'a rocznych studiów piłki nożnej we Francji.

## Życie prywatne
Pierre Delaunay był żonaty z Hélène Louise Jeanne (z d. Hannier), z którą wziął ślub 17 lutego 1941 roku w ratuszu w Amiens. Mieszkał w Wersalu niedlako pałacu. Zmarł 24 stycznia 2019 roku w wieku 99 lat.

## Publikacje
- 100 ans de football en France (1983, współautorzy Jean Cornu i Jacques de Ryswick, wyd. Atlas)